# 세계성공회동체

세계성공회공동체의 지역 지도. (파랑)

세계성공회공동체(영어: Anglican Communion)은 풀 코뮤니언(full communion) 속에서 수좌주교인 캔터베리 대주교과 더불어 영국 성공회와 지역 성공회 및 기타 주교회를 이루는 국제 교회 연합이다.

## 같이 보기
- 수장령
- 잉글랜드의 종교 개혁
- 앵글로가톨릭주의